# Hypodoxa subornata
Hypodoxa subornata là một loài bướm đêm trong họ Geometridae.